# پشوتن‌جی دوسابایی مارکار
پشوتن‌جی دوسابایی «دوساباهای» مارکار (به گجراتی: પષુતનજી દુસાહાબી મારકાર) بازرگان و نیکوکار پارسی ساکن هند بود که مال خود را وقف تأسیس امکانات رفاهی و آموزشی برای زرتشتیان ایرانی نمود و آثار بسیاری از بخشش‌های او در شهرهای یزد و کرمان و تهران مشهود است.

## زندگی
پشوتن جی دوسابایی مارکار ۱۸ آبان ۱۲۵۰ در خانواده‌ای پارسی در بمبئی هند متولد گردید، پدرش دوسابایی و مادرش دین بانو دخت دینشاه شراف بود. او تحصیلات مقدماتی را در بمبئی و در آموزشگاه الفستون پشت سر گذاشت و پس از آن در مکتب کارآموزی دینشاه سیلیستر امور دفتری را فراگرفت. وی به علت علاقه به ایران، زبان فارسی را نیز آموخت، زبان انگلیسی را هم به خوبی می‌دانست ولی به زبان گجراتی سخن می‌گفت. پس از پایان تحصیلات به بازرگانی روی آورد و صاحب ثروت بسیاری شد. او در آغاز سفیر انجمن زرتشتیان ایرانی بمبئی در ایران بود و مسئولیت داشت تا به امور زرتشتیان ایران رسیدگی کند. پشوتن جی مارکار در سال ۱۳۰۴ نایب رئیس انجمن زرتشتیان ایرانی بمبئی بود و در سال ۱۳۱۷ به مقام ریاست این انجمن رسید.

### موقوفات
پشوتن جی مارکار با ساختن دبستان دخترانه و پسرانه مارکار در بهمن ۱۳۰۶ اولین گام را برای با سواد کردن کودکان یزدی برداشت و دبیرستان دخترانه و پسرانه مارکار هم در شهریور ۱۳۱۲ تأسیس شد. وی با ساخت پرورشگاه، برج ساعت فردوسی یزد و مجسمه فردوسی تهران در سال ۱۳۱۳ توانست علاقه خود را با گسترش فرهنگ در ایران نشان دهد. پرورشگاه مجموعه مارکار یزد برخلاف اذهان عموم، خوابگاهی شبانه‌روزی برای اسکان دانش آموزان بی‌بضاعت اطراف شهر با همه امکانات، بدون پرداخت شهریه بوده است. استفاده ازاین امکانات مخصوص زرتشتیان نبود و بسیاری از ایرانیان زرتشتی و غیر زرتشتی از امکانات این مراکز استفاده نموده‌اند.
از دیگر موقوفات او می‌توان به:
- بنگاه ورزشی پشوتن جی دوسابایی مارکار در بمبئی،
- اختصاص سرمایه برای ادامه تحصیل شاگردان زرتشتی برتر مدارس مارکار در دانشگاه تهران،
- اختصاص سرمایه برای انتشارات دینی تحت سرپرستی انجمن زرتشتیان ایرانی بمبئی، که از جمله آن کتاب‌های ترجمه گاتها و یشتها توسط ابراهیم پورداود است،
- بخشش سرمایه برای انتشار نوشته‌ها و متن سخنرانی‌های سودمند،
- ساخت آموزشگاه پسرانه و دخترانه در وسو هندوستان
- خرید و آبادسازی زمین‌های تهران پارس تهران
- اهدای زمین پارک مارکار در یزد
- ساخت همایشگاه مارکار در تهران[۱]

اشاره نمود.

### سفر به ایران
پشوتن جی مارکار مجموعاً سه بار در سال‌های ۱۳۰۳، ۱۳۱۳ و ۱۳۲۸ برای سرکشی و مشاهده پیشرفت و بررسی وضعیت مؤسسات خیریه تحت حمایت خویش، به ایران مسافرت نمود. در سال ۱۳۱۳ در دومین سفر خویش به یزد از سوی وزارت فرهنگ وقت به دریافت نشان درجه اول علمی سرافراز شد. در سال ۱۳۲۶ نیز نشان همایونی را دریافت کرد و در واپسین سفر خویش به ایران در سال ۱۳۲۸ به دریافت نشان درجه اول سپاس ملی سرافراز گردید و به دیدار با شاه وقت ایران دعوت شد.

## مرگ
پشوتن جی دوسابائی مارکار سرانجام در تاریخ ۱۸ مهر ۱۳۴۴ در بمبئی چشم از جهان فروبست.
پس از مرگ پشوتن جی مارکار میرزا سروش لهراسب سرپرستی این مدارس و موسسات را تا مدت‌ها به عهده داشت. پس از چندی طبق یک آیین‌نامه اجرایی وکالت تملک تمام مایملک و موسسات مارکار را به انجمن زرتشتیان تهران واگذار کرد. این آیین‌نامه با امضای سروش لهراسب و به تاریخ ۲۷ آذر ۱۳۵۳ است.
پرورشگاه مارکار، اکنون پردیس دانش مارکار نام گرفته و تا حدودی به فعالیت خود ادامه می‌دهد. در زیر زمین این پرورشگاه موزه‌ای به نام موزه تاریخ و فرهنگ زرتشتیان جهت آشنایی بازدید کنندگان با آداب و رسوم زرتشتیان ایجاد شده است.
نقل است که پشوتن جی دوسابایی مارکار به جای استفاده از مترو برای رفت‌وآمدهای شهری پیاده می‌رفت و می‌گفت می‌خواهد تا با پولش به دانش‌آموزان عزیز ایرانی کمک کند.